# Пиедсъяур
Пиедсъяур (фин. Piedsjärvi) — озеро на западе Мурманской области в Печенгском районе, в 13 км к северо-западу от посёлка Приречный.
Площадь поверхности — 11,4 км². Высота над уровнем моря — 194 м.
Через озеро протекает река Печенга, впадающая в Баренцево море.